# Horst Klauck
Horst Klauck (* 30. September 1931; † 16. August 1985 in Überherrn) war ein deutscher Fußballtorwart und Nationalspieler.

## Karriere

### Vereine
Mit 18 Jahren gehörte Klauck der ersten Mannschaft des 1. FC Saarbrücken an und spielte von 1949 bis 1951 zunächst um den Internationalen Saarlandpokal. Zur Saison 1951/52 wurde er mit seinem Verein  in die Oberliga Südwest integriert, in der er bis Saisonende 1958/59 spielte. Klauck war zumeist Ersatztorhüter hinter Erwin Strempel und Helmut Maklicza; dennoch kam er in 43 Punktspielen zum Einsatz. Des Weiteren kam er in zwei Spielen um den DFB-Pokal-Wettbewerb zum Einsatz, die beide verloren wurden; das Vorrundenspiel am 15. August 1954 gegen Altona 93 mit 2:3, das Halbfinalspiel am 21. September 1958 gegen den VfB Stuttgart mit 1:4.

### Nationalmannschaft
Sein einziges A-Länderspiel bestritt er für die Saarländische Nationalmannschaft, die im Saarbrücker Ludwigsparkstadion am 5. Juni 1954 mit 1:7 im Testspiel gegen die Auswahl Uruguays die höchste Niederlage in der saarländischen Länderspielgeschichte hinnehmen musste. Klauck wurde im Verlauf des Spiels für Ladislav Jirasek eingewechselt. Für die B-Nationalmannschaft bestritt er am 1. Mai 1955 das Länderspiel, das im Neunkircher Ellenfeldstadion mit 4:2 gegen die B-Auswahl der Niederlande gewonnen wurde.

## Erfolge
- Meister der Oberliga Südwest 1952
- Turniersieger Internationaler Saarlandpokal 1950